# Entena

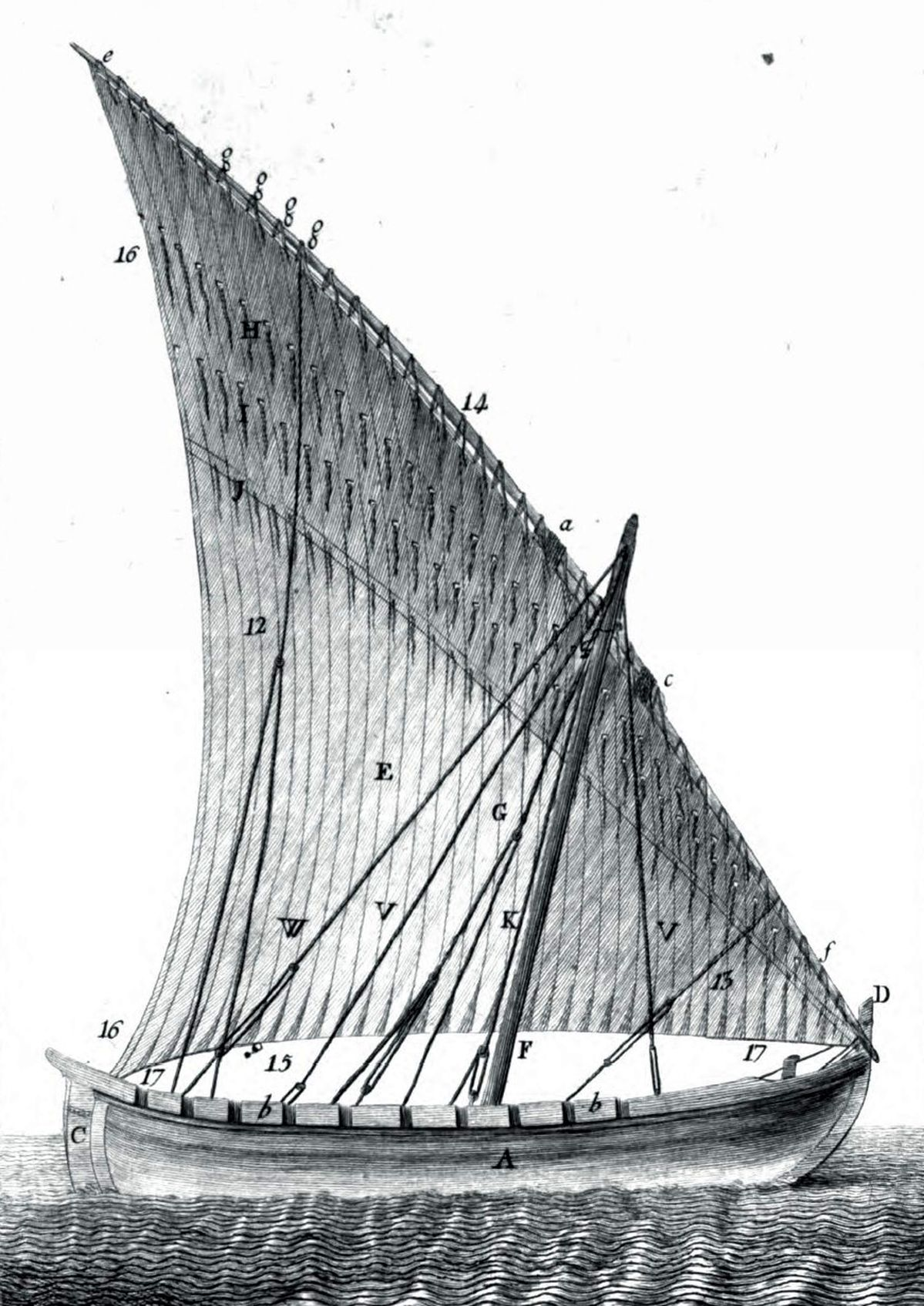
Entena marcada con el nº 14 en el esquema de Sáñez Reguart - 1796

En náutica, la entena (ant. antena) es la verga de las velas latinas (en francés antenne; en inglés lateen yard; en italiano antenna).
Por extensión, se da el mismo nombre a todas las vergas de las velas de las embarcaciones menores, sean o no latinas, a excepción del cangrejo.
En los navíos antiguos se llama entena al palo de mesana.

## Descripción
Cuando es grande, está formada por dos perchas empalmadas: una llamada car y la otra pena. El empalme se hace con una amarradura, formada por un cabo llamado ingina. Es fácil de deshacer con el fin de variar la longitud total de la entena y, en consecuencia, la superficie portante de la vela.

## Expresiones relacionadas
- Entre los corsarios, la expresión entena de batalla significaba izar la entena, orientándola horizontalmente y en cruz, para dar a entender que estaban preparados para la lucha.
- Calar la entena significa arriarla.